# 175476 Macheret
175476 Macheret este un asteroid din centura principală de asteroizi.

## Descriere
175476 Macheret este un asteroid din centura principală de asteroizi. A fost descoperit pe 4 septembrie 2006 la Marly de Peter Kocher. Asteroidul prezintă o orbită caracterizată de o semiaxă mare de 2,60 ua, o excentricitate de 0,13 și o înclinație de 5,7° în raport cu ecliptica.